# Kopalina (Roszkowice)
Kopalina – przysiółek wsi Roszkowice w Polsce położony w województwie opolskim, w powiecie brzeskim, w gminie Lubsza. Miejscowość wchodzi w skład sołectwa Roszkowice.
W latach 1975–1998 miejscowość administracyjnie należała do ówczesnego województwa opolskiego.